# Monte l'Inversaturo
Monte l'Inversaturo è un rilievo dell'Appennino centrale, nel Lazio, nella provincia di Rieti, tra il comune di Accumoli e quello di Amatrice.